# Cipriano Calderón Polo
Cipriano Calderón Polo (Plasència 1 de desembre de 1927 - Roma, 4 de febrer de 2009) va ser un bisbe de la Cúria de l'Església catòlica.

## Vida
Cipriano Calderón Polo va estudiar Humanitats a la Universitat Pontifícia de Comillas, i després filosofia i teologia catòlica a la Pontifícia Universitat Gregoriana de Roma. El 19 de març de 1953 va rebre el sagrament de l'Orde sacerdotal, quan encara estava estudiant periodisme. Fins a l'inici de la Concili Vaticà II era rector del Pontifici Col·legi Espanyol de Roma, i entre 1962 i 1965 va treballar a la Secretaria d'Estat de la Santa Seu, la "veu oficial del Consell en espanyol".
El 1968 va dirigir la primera edició en castellà de L'Osservatore Romano, especialment per a Amèrica Llatina. El mateix any 1968 va demanar Pau VI anar com a periodista a la Segona Conferència General de l'Episcopat Llatinoamericà a Medellín, Colòmbia.
El 3 de desembre de 1988 el Papa Joan Pau II el va nomenar bisbe titular de la diòcesi de Thagora el va nomenar vicepresident de Pontifícia Comissió per a Amèrica Llatina. Fou consagrat com a bisbe pel papa Joan Pau II el 6 de gener de 1989 a la Basílica de Sant Pere del Vaticà, i en foren co-consagradors l'arquebisbe de la Cúria Edward Idris Cassidy, ex funcionari de la Secretaria d'Estat de la Santa Seu, i José Tomás Sánchez, exsecretari de la Congregació per a l'Evangelització dels Pobles. Va assistir a tres conferències de l'Episcopat d'Amèrica Llatina i el Carib i va participar en el Sínode per als Estats Units el 1997. Va acompanyar al papa Pau VI a la Conferència Episcopal Llatinoamericana de Bogotà el 24 d'agost de 1968 i al papa Joan Pau II a Puebla de los Àngels, Mèxic, el 28 de gener de 1979, i a Santo Domingo el 12 d'octubre de 1992.

El 4 d'octubre de 2003 el Papa Joan Pau II va acceptar la seva renúncia per motiu d'edat com a vicepresident de la Pontifícia Comissió per a Amèrica Llatina.

## Condecoracions
- 2003:  Gran Creu de l'Orde d'Isabel la Catòlica